# Naqshbandi
Naqshbandi (em árabe: النقشبندية, transl. an-Naqshbandiyyah) é uma das principais ordens (tariqa) tasawwuf do islã. A ordem é considerada por alguns como uma ordem "sóbria", célebre pelo seu dhikr (lembrança de Deus) silencioso, em contraste às formas mais vocais do dhikr comum em outras ordens.
A ordem naqshbandi também se destaca por ser a única ordem sufi que alega traçar sua linhagem espiritual (silsila) até Maomé, através de Abacar, o primeiro califa; a maior parte das outras turuq traçam sua linhagem a Ali, primo e afilhado de Maomé, e o quarto califa.
A palavra naqshbandi, نقشبندی em persa, vem do nome do fundador da ordem, Baha-ud-Din Naqshband Bukhari.
Os líderes hereditário das ordens são descendentes biológicos do fundador da ordem, Bahauddin Naqshband, através de Hazrat Ishaan.